# Квантор існування
У логіці предикатів, квантифікація існування — тип квантора, логічна константа, яка інтерпретується як «існує», «є принаймні один» або «для деяких». Деякі джерела використовують термін екзистенціалізація для позначення квантифікації існування. Вона зазвичай позначається символом логічного оператора обернена E ({\displaystyle \exists }), який при використанні разом зі змінною предикату називається квантором існування ({\displaystyle \exists {x}} або {\displaystyle \exists {\left(x\right)}}). Квантор існування відрізняється від квантора загальності («для всіх»), який припускає, що властивість або відношення має місце для всіх членів області.

## Основи
Розглянемо формулу, яка стверджує, що деяке натуральне число, помножене на себе, дорівнює 25.
{\displaystyle 0\cdot 0=25}, або {\displaystyle 1\cdot 1=25}, або {\displaystyle 2\cdot 2=25}, або {\displaystyle 3\cdot 3=25}, і так далі.
Це, здавалося б, є логічною диз'юнкцією через повторюване використання «або». Проте, «і так далі» унеможливлює інтеграцію й інтерпретацію як диз'юнкцію у формальній логіці. Натомість, судження може бути перефразоване формальніше як: Для деякого натурального числа n, {\displaystyle n\cdot n=25}.
Це одиночне судження з використанням квантора існування.
Це судження точніше за початкове, оскільки фраза «і так далі» необов'язково включає всі натуральні числа, і нічого більше. Оскільки область не було задано явно, фраза не може інтерпретуватися формально. У квантифікованому судженні, з іншого боку, натуральні числа згадуються явно.
Це конкретний приклад є істинним, оскільки 5 є натуральним числом, і коли ми підставляємо 5 замість n, ми отримуємо «{\displaystyle 5\cdot 5=25}», що є істиною. Неважливо, що «{\displaystyle n\cdot n=25}» є істиною для єдиного натурального числа 5; навіть існування єдиного розв'язку достатньо для доведення істинності квантора існування. На противагу, «Для деякого парного числа n, {\displaystyle n\cdot n=25}» є хибним, оскільки не існує парних розв'язків.
Область дискурсу задає, які значення змінної n дозволено брати, тому має вирішальне значення в істинності чи хибності судження. Логічна кон'юнкція використовується для обмеження області дискурсу для виконання даного предикату. Наприклад:
Для деякого додатного непарного числа n, {\displaystyle n\cdot n=25}
є логічним еквівалентом
Для деякого натурального числа n, n непарне та {\displaystyle n\cdot n=25}.
Тут, «та» є логічною кон'юнкцією.
У символічній логіці, «{\displaystyle \exists }» (зворотна літера «E» у гротескному шрифті) використовується для позначення квантора існування. Тому, якщо {\displaystyle P\left(a,b,c\right)} є предикатом «{\displaystyle a\cdot b=c}», а {\displaystyle \mathbb {N} } є множиною натуральних чисел, то
{\displaystyle \exists {n\in \mathbb {N} }\,P(n,n,25)}
є (істинним) судженням: Для деякого натурального числа n, {\displaystyle n\cdot n=25}.
Аналогічно, якщо {\displaystyle Q\left(n\right)} є предикатом «n парне», то
{\displaystyle \exists {n\in \mathbb {N} }\,{\big (}Q\left(n\right)\land P\left(n,n,25\right){\big )}}
є (хибним) судженням: Для деякого натурального числа n, n парне та {\displaystyle n\cdot n=25}.
У математиці, доведення «деякого» судження можна досягти або конструктивним доведенням, яке показує задоволення об'єкта «деякому» судженню, або неконструктивним доведенням, яке показує існування такого об'єкту, не показуючи сам об'єкт.

## Властивості

### Заперечення
Квантифікована пропозиційна функція є судженням; тому, як і судження, квантифіковані функції можуть бути заперечені. Символ {\displaystyle \lnot }  використовується для позначення заперечення.
Наприклад, якщо {\displaystyle P\left(x\right)} — пропозиційна функція «x більше 0 і менше 1», то для області дискурсу X усіх натуральних чисел квантор існування «Існує натуральне число x, яке більше 0 і менше 1» символічно має вигляд:
{\displaystyle \exists {x\in \mathbf {X} }\,P\left(x\right)}
Можливо продемонструвати його хибність. По правді, варто сказати: «Це не випадок, що існує натуральне число x, яке більше 0 і менше 1», або символічно:
{\displaystyle \lnot {\exists {x\in \mathbf {X} }\,P\left(x\right)}}.
Якщо немає елементів області дискурсу, для якого судження істинне, то воно повинно бути хибним для всіх таких елементів. Тобто, заперечення
{\displaystyle \exists {x\in \mathbf {X} }\,P\left(x\right)}
є логічним еквівалентом «Для будь-якого натурального числа x, x не більше 0 і менше 1», або:
{\displaystyle \forall {x\in \mathbf {X} }\,\lnot {P\left(x\right)}}
Загалом, тоді заперечення квантора існування пропозиційної функції є квантором загальності заперечення тієї ж пропозиційної функції; символічно:
{\displaystyle \lnot \exists {x}{\in }\mathbf {X} \,P(x)\equiv \ \forall {x}{\in }\mathbf {X} \,\lnot P(x)}
Поширеною помилкою є казати «всі особи неодружені» (тобто «не існує особи, яка одружена»), маючи на увазі «не всі особи одружені» (тобто «існує особа, яка неодружена»):
{\displaystyle \lnot \exists {x}{\in }\mathbf {X} \,P(x)\equiv \ \forall {x}{\in }\mathbf {X} \,\lnot P(x)\not \equiv \ \lnot \ \forall {x}{\in }\mathbf {X} \,P(x)\equiv \ \exists {x}{\in }\mathbf {X} \,\lnot P(x)}
Заперечення також висловлюється через судження «для жодного», на відміну від «для деяких»:
{\displaystyle \nexists {x}{\in }\mathbf {X} \,P(x)\equiv \lnot \ \exists {x}{\in }\mathbf {X} \,P(x)}
На відміну від квантора загальності, квантор існування поширюється над логічними диз'юнкціями:
{\displaystyle \exists {x}{\in }\mathbf {X} \,P(x)\lor Q(x)\to \ (\exists {x}{\in }\mathbf {X} \,P(x)\lor \exists {x}{\in }\mathbf {X} \,Q(x))}

### Правило висновування
Правило висновування — правило, що виправдовує логічний крок від гіпотези до висновку. Існують декілька правил висновувань, які використовують квантор існування.
Екзистенційне введення ({\displaystyle \exists {I}}) заключає, що, якщо пропозиційна функція, як відомо, істинна для конкретного елементу області дискурсу, то повинно бути істиною те, що існує елемент, для якого пропозиційна функція істинна. Символічно:
{\displaystyle P\left(a\right)\to \ \exists {x}{\in }\mathbf {X} \,P\left(x\right)}
Усунення існування, коли проводиться у дедукції стиля Фітча, продовжується введенням нового під-висновку, поки підстановка змінної під квантором існування для теми, яка не з'являється в будь-якому активному під-висновку. Якщо висновку можна досягти в тому ж під-висновку, у якому підставлена тема не з'являється, то може вийти під-висновок з тим висновком. Міркування за усуненням існування ({\displaystyle \exists {E}}) наступні: Якщо дано, що існує елемент, для якого пропозиційна функція істинна, і якщо висновку можна досягти, давши цьому елементові довільне ім'я, то висновок неодмінно істинний так довго, поки він не містить імені. Символічно, для довільного c і пропозиції Q, в якій c не з'являється:
{\displaystyle \exists {x\in \mathbf {X} }\,P\left(x\right)\to {\big (}\left(P\left(c\right)\to Q\right)\to Q{\big )}}
{\displaystyle P\left(c\right)\to Q} повинно бути істиною для всіх значень c над тією ж областю X; інакше логіка не слідує: Якщо c не довільний, і є натомість конкретний елемент області дискурсу, то заява P(c) може невиправдано дати більше інформації про той об'єкт.

### Порожня множина
Формула {\displaystyle \exists {x\in \emptyset }P\left(x\right)} завжди хибна, незалежно від {\displaystyle P\left(x\right)}. Це так, оскільки {\displaystyle \emptyset } позначає порожню множину, і немає x будь-якого опису — не кажучи вже про x, що задовольняє даний предикат {\displaystyle P\left(x\right)} — існує в порожній множині. Див. також порожня істина.

## Як приєднання
У теорії категорій і теорії елементарних топосів, квантор існування може розумітися як ліве приєднання функтора між булеанами, функтором оберненого образу функції між множинами; так само квантор загальності є правим приєднанням.

## HTML-кодування кванторів існування
Символи кодуються U+2203 ∃ ІСНУЄ (як математичний символ) та U+2204 ∄ НЕ ІСНУЄ.